# Battaglia di Ichi-no-Tani
La battaglia di Ichi-no-Tani fu una battaglia della guerra Genpei combattuta presso la fortezza di Ichi-no-Tani, vicino Fukuhara, nella provincia di Settsu (attuale quartiere di Suma, Kobe) tra il clan Minamoto e i Taira

## La battaglia
Ichi-no-Tani (一 ノ 谷) era una delle principali fortezze del clan Taira su Honshu, situata ad ovest della città di Fukuhara, l'attuale Kobe. Si trovava su una striscia di costa molto stretta, tra le montagne a nord e il mare a sud; era rinforzata dai due piccoli forti di Mikusuyama, a ovest e Ikuta-no-Mori a est in modo tale che per attaccare Ichi-no-Tani, i forti circostanti dovessero essere attaccati per primi. Ciò rendeva la roccaforte abbastanza difendibile, ma rendeva anche difficile manovrare le truppe all'interno della stessa.
Nel marzo 1184, dopo aver unito le forze con lo zio Yukiie e aver sconfitto il cugino ribelle Yoshinaka, Minamoto no Yoshitsune mosse con il suo esercito alla conquista di Ichi-no-Tani.
Yoshitsune divise la sua forza in due. Un corpo principale di circa 50 000 uomini sotto il comando di Minamoto no Noriyori avrebbe attaccato da attaccato da ovest, prima il fortino di Ikuta-no-Mori nei pressi del Santuario di Ikuta Shrine, e poi la fortezza principale. Un secondo contingente, guidato da lui stesso e forte dei circa 10 000 guerrieri rimanenti, avrebbe attaccato da est.
La notte del 18 marzo, Yoshitsune si avvicinò al forte di Mikusuyama e riuscì a distruggerlo, uccidendo circa 500 guerrieri del clan Taira; dopo questi scontro Yoshitsune divise ancora una volta il suo esercito in due parti: prese con sé un manipolo di non più di 100 cavalieri, tra cui anche lo sōhei Benkei, e ordinò al resto delle forze al comando di Doi Sanehira di continuare l'attacco contro Ichi-no-Tani. Mentre le forze di Noriyori che quelle di Sanehira attaccavano gli uomini del clan Taira nel forte Ikuta-no-Mori che nella fortezza principale, la piccola forza di cavalleria di Yoshitsune scalò la montagna a nord di Ichi-no-Tani fino ad arrivare in cima al ripido pendio, ritenuto impraticabile, che scendeva fino alla fortezza. Dopo aver visto due cervi scendere per il pendio, Yoshitsune attaccò piombando in mezzo alla fortezza e attaccando i Taira alle spalle.
Grazie a questo attacco i Minamoto ottennero la vittoria e conquistarono la fortezza, tuttavia molti dei guerrieri Taira riuscirono a raggiungere la spiaggia e a fuggire con le navi a Yashima. Durante la battaglia il comandante dei difensori, Taira no Tadanori, fu ucciso, mentre il comandante del forte di Ikuta-no-Mori, Taira no Shigehira, fu catturato.
In un passo particolarmente famoso dell'Heike monogatari si racconta che, mentre i Taira sconfitti stavano fuggendo verso le loro navi inseguiti dai Minamoto, un guerriero di nome Kumagai Naozane raggiunse il giovane Taira no Atsumori e, dopo averlo gettati giù da cavallo, lo sfidò a duello sulla spiaggia. Dopo aver sconfitto il suo avversario Naozane gli tolse l'elmo per sferrare il colpo di grazia e si accorse, dalle sue vesti e dal trucco, di aver catturato un nobile Taira e, soprattutto, un ragazzo dell'età di suo figlio. Il ragazzo chiese a Naozane di prendere la sua testa ma l'uomo desiderava risparmiarlo. Al sopraggiungere di altri guerrieri Minamoto, Naozane si rese conto che se non avesse ucciso lui il giovane ci avrebbero certamente pensato gli altri, così, con le lacrime agli occhi, promise al giovane Atsumori di pregare per lui e gli tagliò la testa.